# بوبي غيدز
بوبي غيدز (بالإنجليزية: Bobby Geddes) هو لاعب كرة قدم ومدرب كرة قدم بريطاني، ولد في 12 أغسطس 1960 في إنفرنيس في المملكة المتحدة. شارك مع منتخب اسكتلندا تحت 21 سنة لكرة القدم. أما مع النوادي، فقد لعب مع ريث روفرز وكارنوستي بانمور ونادي بريتشين سيتي ونادي دندي ونادي كيلمارنوك ونادي لينفيلد.